# Ветеринарная оперативная хирургия
Ветеринарная оперативная хирургия — наука, изучающая правила и способы выполнения хирургических операций на животных. Ветеринарная оперативная хирургия, используя способы и методы оперативных вмешательств, решает конкретные задачи: восстановление в кратчайший срок утраченной или снизившейся продуктивности животного; улучшение или восстановление рабочих качеств животного; содействие быстрейшему воспроизводству стада. Ветеринарные хирурги выполняют современные хирургические процедуры, такие как эндопротезирование суставов (полное эндопротезирование тазобедренного, коленного и локтевого суставов), восстановление переломов, стабилизация дефектов краниальных крестообразных связок, онкологические операции, лечение межпозвоночной грыжи, сложные желудочно-кишечные или урогенитальные процедуры, трансплантация почек, кожные трансплантаты, сложное лечение ран и малоинвазивные процедуры (артроскопия, лапароскопия, торакоскопия). Большинство ветеринаров общей практики выполняют обычные операции, такие как стерилизация и небольшие массовые иссечения. Некоторые также выполняют дополнительные процедуры. Цель ветеринарной хирургии может быть совершенно разной у домашних и у сельскохозяйственных животных. В первом случае ситуация более близка к ситуации с человеческими существами, где польза для пациента является важным фактором. В последнем случае важнее экономическая выгода.

## Специализация в области хирургии
В США, Канаде и Европе ветеринарная хирургия является одной из 22 ветеринарных специальностей, признанных американской ветеринарно-медицинской ассоциацией, соответственно европейским советом по ветеринарной специализации. Желающие получить сертификат должны пройти годичную клиническую стажировку с последующим трехлетним интенсивным обучением в программе ординатуры под непосредственным руководством сертифицированных ветеринарных хирургов, включая проведение большого числа хирургических процедур в таких категориях, как хирургия брюшной полости, хирургическое лечение угловых деформаций конечностей, артроскопическая хирургия, хирургия стопы, фиксация переломов, офтальмологическая хирургия, урогенитальная хирургия, хирургия верхних дыхательных путей и другие. После выполнения программы обучения резиденты должны пройти сертификационный экзамен, прежде чем быть принятыми в качестве членов (дипломатов) Американского колледжа ветеринарных хирургов или Европейского колледжа ветеринарных хирургов.